# Közönséges toronycsiga
A közönséges toronycsiga (Turritella communis) a csigák (Gastropoda) osztályának a Sorbeoconcha rendjébe, ezen belül a toronycsigák (Turritellidae) családjába és a Turritella nembe tartozó faj.

## Előfordulása
A közönséges toronycsiga az Északi-tengerben, a La Manche csatornában, az Atlanti-óceán partvidékén és a Földközi-tengerben található meg, behatol a Fekete-tengerbe is.

## Megjelenése
A közönséges toronycsiga karcsú, torony alakú háza igen sok kanyarulatú, számuk akár a 19-et is elérheti. 4 - 6 centiméteres magasságához képest a csiga háza viszonylag keskeny. A csupán gyengén boltozatos kanyarulatokat 7 - 10 változó nagyságú, hosszanti irányú rovátka díszíti. A kanyarulatok közötti varratok világosan kivehetők és mélyek. A tojás alakú szájadékot, mely viszonylag kisméretű, külső oldalán szaruszerű, tüskés héjfedő zárja le. A ház színe meglehetősen változó, a vörösestől vagy a sárgásbarnától a barnáig terjed, halványan foltozott.

## Életmódja
A közönséges toronycsiga részben beásva, társasan él a mélyebb vizekben (rendszerint mintegy 80 méter mélységig), homokos és iszapos aljzaton. Egy tized négyzetméternyi felületen 70 állat nem számít ritkaságnak. Az állat gyakran a háza csúcsáig beássa magát az iszapba, és a planktonszervezetek leülepedett maradványaival táplálkozik.

## Szaporodása
A nőstény által lerakott, megtermékenyített petékből először úszó lárvák fejlődnek, amelyek azonban egy bizonyos idő múlva lesüllyednek az aljzatra, ahol fiatal csigává alakulnak.

## Hasonló fajok
A Turritella triplicata nagyon hasonlít a közönséges toronycsigára. A Turritella nem őslénytanilag is jelentős, jellegzetes házaik a pliocén kori megjelenésüktől gyakoriak a Kárpát-medence üledékeiben. Sopronkőhidán a miocénben lerakódott turritellás homokot bányásznak.